# ألفرد غوسنباور
ألفريد غوسنباور (بالألمانية النمساوية: [ˈalfreːd ˈɡuːzn̩ˌbaʊɐ]؛ وُلد في 8 فبراير 1960)، هو سياسي نمساوي، قضى كامل حياته المهنية حتى عام 2008 موظفًا في الحزب الديمقراطي الاجتماعي النمساوي أو ممثلًا برلمانيًا عنه. ترأس الحزب بين عامي 2000 و2008، وتولّى منصب مستشار النمسا من يناير 2007 حتى ديسمبر 2008. ومنذ ذلك الحين، اتجه إلى العمل مستشارًا ومحاضرًا، وعضوًا في مجالس الإشراف بعدد من الشركات النمساوية.

## روابط خارجية
- ألفرد غوسنباور على موقع الموسوعة البريطانية (الإنجليزية)
- ألفرد غوسنباور على موقع مونزينجر (الألمانية)
- ألفرد غوسنباور على موقع إن إن دي بي (الإنجليزية)